# Buellia frigida
La Buellia frigida és una espècie de líquen roquer i de tal·lus crustaci de la família Caliciaceae. És endèmic de l'Antàrtida marítima i continental, on és comú i estès, a altituds de fins a uns 2.000 m. L'aspecte característic d'aquest líquen presenta tons de gris i negre dividits en petits patrons poligonals. Les crostes generalment poden créixer fins a 7 cm de diàmetre (les mides més petites són més comunes), tot i que els individus veïns poden unir-se per formar crostes més grans. Una de les característiques definidores del líquen és una superfície texturitzada amb esquerdes profundes, que crea l'aspecte de lòbuls radiants. Aquests lòbuls, vorejats per fissures menys profundes, donen al líquen un aspecte distintiu i una superfície texturitzada.
A més del seu aspecte cridaner, la Buellia frigida mostra adaptabilitat a les dures condicions climàtiques antàrtiques. El líquen té una taxa de creixement extremadament lenta, estimada en menys d'1 mm per segle. A causa de la seva capacitat no només de resistir sinó també de prosperar en un dels ambients més freds i durs de la Terra, la Buellia frigida s'ha utilitzat com a organisme model en la investigació astrobiològica. Aquest líquen ha estat exposat a condicions que simulen les que es troben a l'espai i en cossos celestes com Mart, com ara el buit, la radiació ultraviolada i la sequedat extrema. La B. frigida ha demostrat resistència a aquests factors d'estrès relacionats amb l'espai, cosa que el converteix en un candidat per estudiar com la vida es pot adaptar i potencialment sobreviure en ambients extrems que es troben més enllà de la Terra.

## Taxonomia
El líquen va ser descrit el 1910 pel botànic britànic Otto Darbishire. L'espècimen tipus va ser recollit per Reginald Koettlitz el 1902 a Granite Harbour, a l'Estret McMurdo, creixent sobre tuf. Les mostres es van obtenir com a part de l'Expedició Antàrtica Nacional Britànica de 1901–1904. Darbishire va observar que l'espècie recentment descrita semblava pertànyer al gènere Buellia. Tanmateix, va assenyalar que en les seves primeres etapes de desenvolupament, l'apoteci de vegades tenia característiques lecanorines, compartint trets amb el gènere Rinodina. Va assenyalar que l'hipoteci, una capa específica de teixit a l'apoteci del líquen, sovint era carbonós (ennegrit), particularment a prop de les vores de l'apoteci. Darbishire va reconèixer l'estreta relació entre els gèneres Buellia i Rinodina. El 1948, Carroll William Dodge va proposar transferir el tàxon al gènere Rinodina; tanmateix, el nom Rinodina frigida no va ser publicat vàlidament per Dodge. Més tard, el 1973, Dodge va situar el tàxon al gènere Beltraminia com a Beltraminia frigida a la seva obra Lichen Flora of the Antarctic Continent and Adjacent Islands.
El gènere Beltraminia s'ha sinonimitzat des de llavors amb Dimelaena. En la seva monografia de 1968 sobre líquens antàrtics, Elke Mackenzie va recolzar la col·locació de Darbishire a Buellia, en gran part a causa de l'estructura lecideïna dels apotecis madurs, en què el disc no té un marge talí.
Darbishire també va descriure simultàniament Buellia quercina, recollida a la mateixa localitat tipus que B. frigidia, però amb un marge més efigurat i un color més clar. MacKenzie va rebutjar el valor taxonòmic de les variacions en els colors negre, gris i blanquinós del tal·lus a causa de variacions anatòmiques del líquen, i va reduir B. quercina a sinonímia.
Un estudi de filogenètica molecular de les Caliciaceae del 2016 va incloure B. frigida en la seva anàlisi. En l'arbre filogenètic construït, aquesta espècie apareixia com a germana (parent evolutiu més proper) d'Amandinea coniops; El clade que contenia aquestes dues espècies era germà d'Amandinea punctata; es va obtenir un resultat similar en una anàlisi molecular publicada el 2023. Se sap que el gènere Buellia en si no és monofilètic (derivat d'un únic avantpassat comú).

## Descripció morfològica

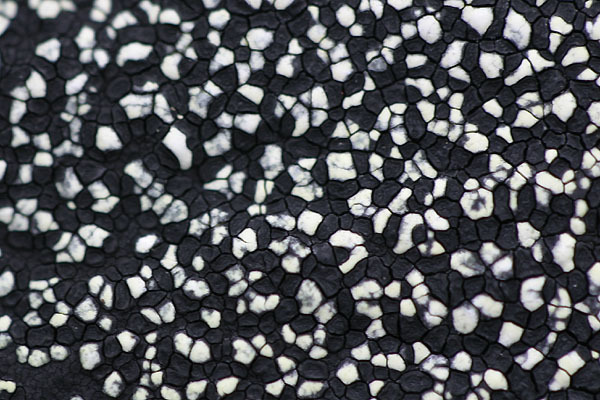
Primer pla de la superfície del tal·lus a la regió central més antiga, que comprèn arèoles angulars de color gris a negre.

Buellia frigida és un liquen crustaci amb una mida variable de tal·lus, de contorn més o menys circular. Té un diàmetre de fins a 7 cm, tot i que sovint és molt més petit. El tal·lus es caracteritza per un hipotal·lus (primeres hifes que creixen en un líquen crustaci) negre que s'estén aproximadament 5-7,5 mil·límetres més enllà de la regió central més antiga del tal·lus.; aquesta zona negra representa la zona de creixement. En alguns casos, els tal·lus veïns s'uneixen per formar agregacions més grans de fins a 50 cm. El seu marge és una mica visible, de vegades gairebé no visible, i el seu tal·lus central, més antic, té un aspecte profund, donant lloc a la impressió de marginal radiant. Aquests lòbuls es defineixen encara més per esquerdes menys profundes, creant una superfície dividida en poligonals. Les arèoles tenen una textura una mica cerebriforme (semblant al cervell) i poden variar de color del gris al negre, amb les puntes dels lòbuls marginals que solen aparèixer negres. Una capa amorfa, d'aproximadament 35-40 μm de gruix, cobreix el tal·lus. Aquesta capa, de naturalesa mucilaginosa, pot aparèixer blanca quan està seca.
L'escorça superior de B. frigida té un gruix d'uns 6-7 μm. Té la part superior arrodonida o inflada (capitada) i creix en una disposició densa, eixerida i paral·lela (fastigiada). Tanmateix, apareix com una sola capa de cèl·lules fosques i de paret gruixuda que tenen el mateix diàmetre en totes les dimensions (isodiamètriques). La capa d'algues dins del tal·lus varia en gruix, conté cèl·lules de Trebouxia que mesuren entre 4 i 7 μm de diàmetre. La medul·la, composta per hifes de paret fina i de teixit lax que estan disposades en certa manera verticalment, també té variabilitat en gruix. La medul·la estabilitza l'estructura del tal·lus i ajuda a regular la retenció d'aigua i l'intercanvi de gasos en el líquen. Sota la medul·la, hi ha una capa basal, d'aproximadament 15 μm de gruix, de cèl·lules compactes de color marró fosc que s'allarguen cap amunt i es fusionen amb les hifes medul·lars. Les hifes medul·lars també ajuden al tal·lus a adherir-se fermament al substrat.

## Hàbitat, distribució i ecologia
La Buellia frigida és endèmica de l'Antàrtida marítima i continental, i creix en zones lliures de gel en superfícies rocoses exposades. En aquestes superfícies, prefereix zones protegides com esquerdes o canals de drenatge. A les esquerdes, les cadenes de tal·lus creixen més grans a prop del terra. En el seu hàbitat, la Buellia frigida sovint és l'única espècie que colonitza roca llisa i polida pel gel. Un cop el seu tal·lus té uns 2 cm o més de diàmetre, la Pseudephebe minuscula o l'Usnea sphacelata sovint comencen a créixer a prop del seu centre. Aquest creixement secundari de líquens degrada la B. frigida subjacent, deixant anells exteriors de líquen crustaci saludable. El líquen umbilical Umbilicaria decussata és una altra espècie que creix sobre la Buellia frigida.
La Buellia frigida s'associa amb diferents espècies en tots els hàbitats. Prop de l'estació de Syowa, una petita comunitat de Buellia frigida i Rhizocarpon flavum creix en vessants sense colònies de petrells ni altres ocells que nien. Les zones enriquides amb nitrogen sota els nius d'ocells tenen una comunitat de líquens més diversa, que, a més de B. frigida, inclou espècies dels gèneres Caloplaca, Umbilicaria i Xanthoria. El Phaeosporobolus usneae és un fong liquènic (que habita en líquens) que parasita els tal·lus de B. frigida a Bunger Hills (Terra de Wilkes). Malgrat les proves genètiques que suggereixen unes capacitats de dispersió limitades, B. frigida mostra una flexibilitat simbiòtica notable, podent associar-se amb fins a 13 fotobionts diferents, un dels nombres més alts registrats entre els líquens antàrtics.
Buellia frigida és un dels líquens més comuns a l'Antàrtida, particularment a les regions orientals. La distribució de B. frigida s'estén per tota l'Antàrtida, des de la península fins a les zones costaneres rocoses i les formacions rocoses exposades de l'interior. És una de les unes 25 espècies de líquens que es troben a les zones circumpolars a les zones costaneres i s'estenen terra endins fins a nunataks i muntanyes prop del Pol Sud. És el líquen més estès a l'Antàrtida oriental, incloent-hi els turons Larsemann, però és una mica rar a la Terra de Marie Byrd i a la Terra del Rei Eduard VII, augmentant a la Terra de Victòria i més comú a la costa oriental de l'Antàrtida. És més abundant a la regió de les valls seques de Terra Victòria i a elevacions més altes per sobre dels 600 m, conegudes per la cobertura de núvols i la neu d'estiu. Aquesta espècie ha estat trobada a altituds de fins a 2.015 m. Uns 2.500 m marquen el límit altitudinal al qual els líquens poden sobreviure a l'Antàrtida. Per sobre d'aquesta alçada, els llargs períodes d'exposició a temperatures hivernals de -60 a -70ºC i la manca de cobertura de neu aïllant a les parets rocoses arrossegada pel vent són massa durs per a la vida dels líquens.
L'espècie normalment forma comunitats en zones protegides del vent, particularment en esquerdes de roca i al costat de sotavent de les roques. Aquestes comunitats poden consistir només en B. frigida o aparèixer amb altres líquens saxícols com ara Lecidea cancriformis, Acarospora gwynnii, Carbonea vorticosa, Pseudephebe minuscula, Physcia caesia i Lecidella siplei. A la península Antàrtica, menys poblada de líquens, es limita a la part occidental, al sud de la latitud 67°S. Les recol·leccions de Buellia frigida es fan normalment a les zones costaneres, i la seva distribució a l'interior del continent continua sent desconeguda. És una de les 20 espècies de Buellia que es troben a l'Antàrtida.

## Creixement i adaptacions fisiològiques

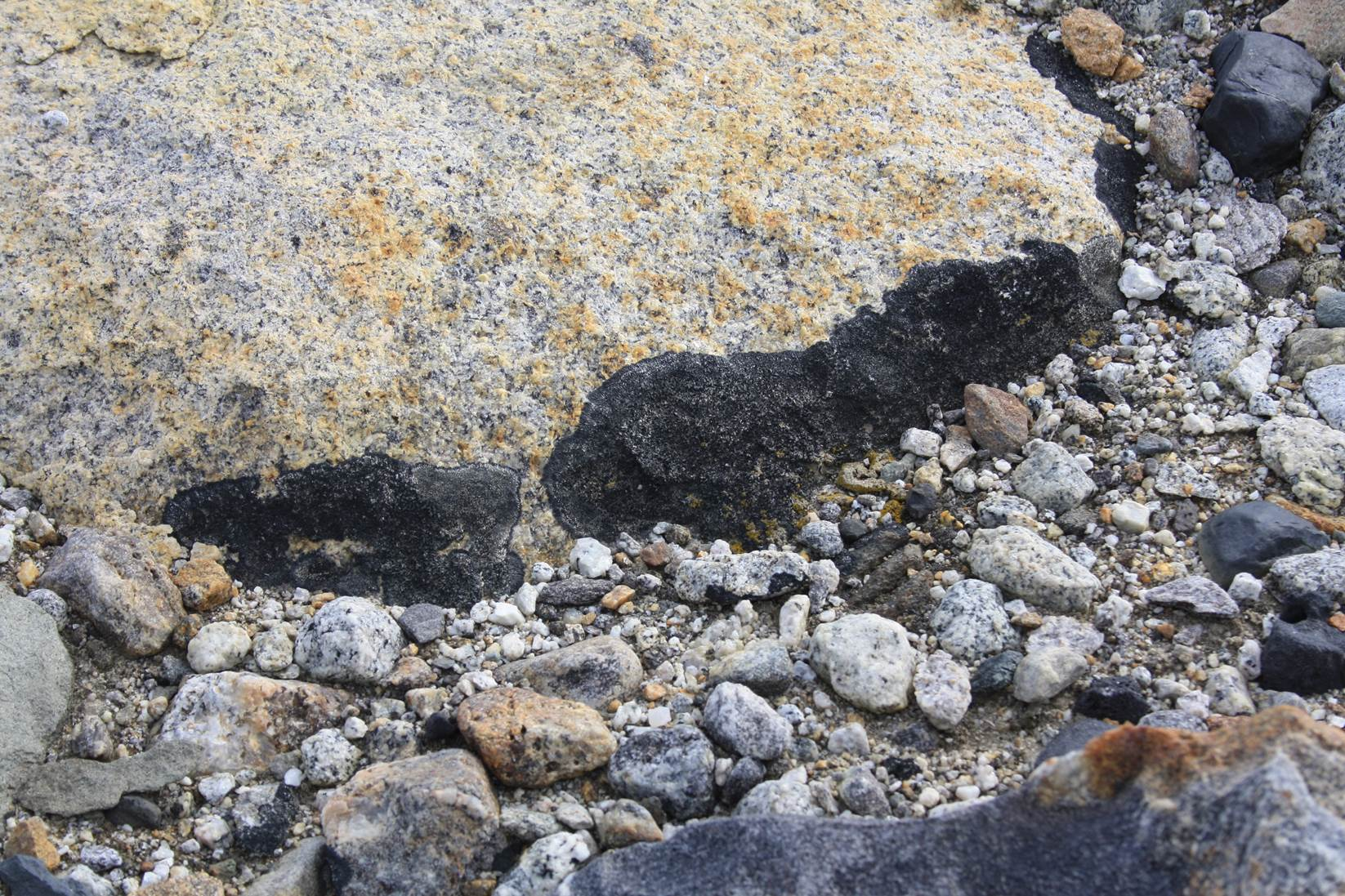
Diversos tal·lus de Buellia frigida creixent al llarg de la base d'una gran roca. 2015. Expedició GANOVEX 11 pel nord de la Terra de Victòria.

Aquest líquen experimenta alts fluxos de radiació fotosintèticament activa, dessecació i temperatures fredes. La taxa d'assimilació neta (NAR) mesura com els organismes converteixen la llum i el diòxid de carboni en substàncies orgàniques mitjançant la fotosíntesi, sense la respiració. La NAR màxima de la Buellia frigida es produeix a 10°C amb la hidratació completa del tal·lus, cosa que demostra la seva eficiència fotosintètica en els ecosistemes polars. La Buellia frigida tolera les dures condicions de l'Antàrtida. La seva coloració fosca és el resultat de la pigmentació que la protegeix de la radiació ultraviolada nociva, que és encara més gran a latituds i altituds elevades. La hidratació infla el tal·lus del líquen, cosa que redueix la densitat de la seva pigmentació negra a l'escorça. Això exposa la capa d'algues a la llum, permetent la fotosíntesi. Quan està sec, el tal·lus es contrau, augmentant la densitat de la seva pigmentació i protegint-se de la llum; aquest efecte és més prevalent a les zones marginals, que contenen més algues. Es van dur a terme mesures in situ de l'activitat fotosintètica d'aquest líquen a l'Antàrtida continental, cosa que demostra que prospera al seu hàbitat. La seva alta taxa fotosintètica indica una adaptació a les condicions extremes de l'Antàrtida, com ara les baixes temperatures i la llum intensa. Aquesta adaptabilitat permet la seva supervivència en aquesta regió, on està exposada a nivells d'humitat fluctuants a causa dels cicles d'assecat dels tal·lus amarats d'aigua de desglaç. El fotobiont company de Buellia frigida té un potencial de resistència al fred més alt i una retenció més llarga de la capacitat fotosintètica durant l'exposició a temperatures de congelació que el fotobiont homòleg de diversos altres líquens antàrtics i europeus.